# 150-talet f.Kr.

## Händelser
- 157 f.Kr. - Från och med nu börjar Cato den äldre upprepa kravet "Ceterum censeo Carthaginem esse delendam" ("För övrigt anser jag, att Karthago bör förstöras") i slutet av sina tal.
- 150 f.Kr. - Skapandet av statyn Venus från Milo inleds och avslutas 25 år senare.

## Födda
- 157 f.Kr. – Marius, romersk fältherre och statsman.
- 154 f.Kr. – Gaius Gracchus, romersk politiker och folktribun.
- 150 f.Kr. – Quintus Lutatius Catulus, romersk fältherre och konsul.

## Avlidna
- 159 f.Kr. – Terentius, romersk författare.
- 158 f.Kr. – Eumenes II, kung av Pergamon.
- 150 f.Kr. – Demetrios I, kung av Seleukiderriket.